# Maria Rita Zinnecker
Maria Rita Zinnecker (* 13. Dezember 1964 in Leutkirch im Allgäu) ist eine deutsche Kommunalpolitikerin (CSU). Seit 2014 ist sie Landrätin des Landkreises Ostallgäu und damit die erste Frau in diesem Amt im Landkreis Ostallgäu.

## Werdegang
Maria Rita Zinnecker wurde als Tochter eines Landwirtes geboren und wuchs auf dem elterlichen Hof in Rieden auf. Sie studierte Ökotrophologie an der TU München-Weihenstephan und schloss dieses Studium als Dipl. oec. troph. (univ.) ab. Seit Juli 2010 war sie Leiterin des Amtes für Ernährung, Landwirtschaft und Forsten sowie der Landwirtschaftsschule Kaufbeuren.
Am 30. März 2014 gewann sie die Stichwahl gegen den bisher amtierenden Landrat Johann Fleschhut (Freie Wähler) im Landkreis Ostallgäu. Am 15. März 2020 wurde Zinnecker bei der Kommunalwahl für weitere sechs Jahre in ihrem Amt bestätigt. Sie setzte sich im ersten Wahlgang gegen drei Mitbewerber durch. Der Fachausschuss für Landesentwicklung und Umwelt des Bayerischen Landkreistages bestimmte sie am 22. Juni 2020 zu seiner Vorsitzenden. Am 21. Juli 2020 wurde sie außerdem zur Aufsichtsratsvorsitzenden der Allgäu GmbH gewählt.